# Cazimir Ionescu
Benedict Cazimir Ionescu (n. 14 martie 1946, Caracal, România) este un om politic român.
A participat la revoluția română din 1989, a apărut la Televiziune de unde a dat citire unui apel, și a fost inclus în Consiliul Frontului Salvării Naționale (CFSN).
A fost vicepreședinte al Consiliului Provizoriu de Uniune Națională (CPUN).
În legislatura 1990-1992 a fost ales în Camera Deputaților pe listele partidului FSN în județul Teleorman. În cadrul activității sale parlamentare, Cazimir Ionescu a fost membru în grupurile parlamentare de prietenie cu Republica Federală Germania, Republica Polonă și Canada.
În 1992 a candidat pentru funcția de primar al Bucureștilor din partea FSN, obținînd în primul tur de scrutin din 9 februarie 1992, 31,45 % din voturi și pierzând în al doilea tur în fața lui Crin Halaicu cu 44,12 % voturi.
În legislatura 1996-2000 fost ales ca senator al județului Teleorman din partea Partidului Democrat. Pe 27 martie 2000 s-a retras din PD după ce l-a acuzat pe șeful său de partid, Petre Roman, de stil de lucru dictatorial. A lucrat în continuare ca senator independent. Cazimir Ionescu a fost membru în grupurile parlamentare de prietenie cu Japonia și India. 
Începând cu anul 2006 este membru în Colegiul de conducere a CNSAS. În această funcție el s-a împotrivit analizei dosarelor preoților înainte de alegerea Patriarhului Daniel. Cu această ocazie Gabriel Andreescu l-a acuzat că încearcă să conspire Securitatea, și a evocat un moment din februarie 1990, când la o ședință a CFSN Cazimir Ionescu a venit lângă scaunul lui, s-a așezat pe călcâie și l-a întrebat: „Ce aveti, domnule Andreescu, cu Securitatea?”, și a argumentat „cât de patriotică și utilă fusese aceea instituție”.
Este membru în conducerea Institutului Revoluției Române.

## Diverse
În vâltoarea evenimentelor din cadrul revoluției din decembrie 1989, pe 22 decembrie 1989, când se afla în sediul Televiziunii Române Libere pentru a citi un apel legat de transformarea democratică a societății, Cazimir Ionescu a întrerupt citirea apelului său și a dat citire unui anunț neverificat, așternut pe o coală de hârtie și adus de cineva din afară, care s-a dovedit ulterior a fi un zvon, cu următorul conținut: "O coloană blindată motorizată se îndreaptă spre Pitești pentru a ocupa punctul atomic, rafinăria, rezervoarele de cianură, barajul de la Curtea de Argeș! Odată cu căderea acestor puncte orașul Pitești poate să dispară complet de pe harta țării! Cerem armatei să intervină! Cerem poporului să se deplaseze de urgență, să intervină ... aviația să intervină, toți cei care pot face ceva să împiedice coloana blindată motorizată care se îndreaptă spre Pitești! Ne paște o mare primejdie!"
Cazimir Ionescu a fost trimis în judecată în Dosarul Mineriadei, pentru crime împotriva umanității, alături de Ion Iliescu, Petre Roman, Gelu Voican Voiculescu, Virgil Măgureanu și Miron Cozma. A fost propus pentru președinția CNSAS, dar împotriva lui, la vot, s-au coalizat reprezentanții PNL și ai USR.